# Тартиф
Тартиф (у оригиналу фр. Tartuffe ou l'Imposteur - Тартиф или варалица) је једно од најзначајнијих Молијерових дела. То је комедија у пет чинова, написана у александринцу, у којој Молијер критикује религиозно лицемерје. Тема овог комада узроковала је забране њеног јавног извођења од премијере у Версају 1664, па све до 1669. године.
Утицај који је у ово дело имало на друштво, може се распознати и по чињеници де је на три језика: француски, енглески и шпански усвојен термин „тартиф“, за означавање лицемерне особе, односно особа кеје се хвале врлинама којима не располажу. Тако да је Тартиф и данас симбол лицемерја и лакмус за искреност и лаж у једном друштву.

## Ликови
Ликови у Тартифу су:
- Оргон – племић, уважени члан друштва и поштован од стране Круне. Због непромишљености пада под утицај Тартифа, чије праве намере неће распознати све до четвртог чина
- Тартиф – лицимер, лажни побожник, неспретњаковић и смешан човек. Тенденција писца у првим верзијама била је да Тартиф изгледа као смешан лакрдијаш, али је у каснијим верзијама ова његова карактеристика измењена
- Госпођа Пернел – Оргонова мајка, конзервативна и традиционална. Последња која ће увидети Тартифову превару
- Елмира – Оргонова жена, много млађа од њега. Она је разумна и неповерљива. Узалуд покушава да убеди свог мужа да је Тартиф варалица
- Дамис – Оргонов син, по карактеру директан, поштен и искрен момак, помало узавреле крви
- Маријана – Оргонова млада и лепа ћерка. Веома послушна и подређена оцу
- Валерије – Маријанин вереник. Љути се када сазнаје да Оргон хоће да ожени своју ћерку са Тартифом, али Дорина успева да их помири.
- Клеант – Оргонов шурак, озбиљан, поштен, рефлексиван и праведан лик. Суочава се са Оргоном због његове заслепљености Тартифом.
- Дорина – Маријанина пријатељица, ужива велико поверење породице и учествује у породичним пословима. Паметна је, весела и духовита. Она је прва у кући која ће увидети Тартифове намере и задужена од стране породице да га разоткрије
- Господин Лоајал – судски извршитељ
- Флипота – служавка госпође Пернел

## Радња
Цела радња одвија се у кући господина Оргона. Комедија почиње са госпођом Пернел, која упућује придике Дорини, хвалећи Тартифа као особу за пример. Кроз њену причу аутор нас уводи у дешавања и конфликт који постоји у породици, због Тартифа.
Оргон је Тартифа упознао у цркви. Одушевљен његовим карактером и посвећеношћу Богу, одлучио је да га прими у своју кућу, где осим што му је пружио угодан живот, уз помоћ госпође Пернел, жели да га уведе у угледно друштво. Сиромашан и похлепан, Тартиф, увидевши слабост својих заштитника, Орогна и његове мајке и госпође Пернел, труди се да истакне своје врлине, побожност и скромност, али истовремено ужива у овоземаљским задовољствима и удвара се Оргоновој жени Елмири.
У свом одушевљењу Тартифом, Оргон и његова мајка остају толико заслепљени, да и поред убеђивања других укућана, који су Тартифа одмах прочитали, нису у стању да промене свој став. Оргон жели да уда своју ћерку Маријану за Тартуфа и ако овај за то није заинтересован, а у сукобу око својих ставова избацује сина из куће, док на захтев Тартифа, цео иметак преписује на њега.
Овакво стање заслепљености остало је све до тренутка када, на женину иницијтиву, Оргон ставља Тартифа на искушење. Сакривен испод стола, лично је имао прилике да се увери како се Тартиф удвара његовој жени. Схвативши да је ухваћен на делу, Тартиф прети осветом. У том тренутку, Тартиф и Оргон замењују улоге. Тартиф, на кога је преписано имање постаје Оргон, а Оргон и цела породица падају под милост Тартифа.
Судски извршитељ уручује захтев за исељење, по Тартифовом налогу. Тек тада, као последња у кући, госпођа Пернел, такође увиђа Тартифове намере. С друге стране Валерије сазнаје како је Тартиф издејствовао код краља, Оргоново хапшење у вези утаје неких докумената његовог пријатеља.
Срећом, уместо Оргона полицајац хапси Тартифа и опрашта Оргону, објашњавајући како је краљ од самог почетка увидео да је Тартифов преварант и како је само чекао погодан тренутак да га ухапси. 
Оргон задовољан, удаје ћерку за Валерија.

## Случај Тартиф
Многи критичари „Тартифа“ виде истовремено као комедију и као трагедију. Време у коме је настала, било је веома компликовано. И поред тога што је Француска потписала Нантски едикт (1598), који је протестантима гарантовала верске слободе, инквизиција је спроводила свој режим, а католички поглавари су имали велики утицај на све државне послове. Ова ситуација, завршила се тако што је Луј XIV поништио едикт 1685. године.
Молијерова идеја у првом тренутку није била да напише драму са срећним завршетком. У марту и априлу 1664. године Молијер је написао Тартифа у три чина, који је недовршен први пут одигран у Версају, у склопу великих дворских свечаности 12. мајa 1664. године. Публика је од првог тренутка била подељена. Иако је аутор био миљеник краља Луја XIV, одмах по премијери је забрањено његово извођење, а један од највећих противника била је Краљица мајка. Период од прве премијере, до 5. фебруара 1669, познат је као „Случај Тартиф“.
Тако је Молијер започео борбу за своје дело. Његови противници су сматрали да се не ради о комедији, већ о критици и сатири везаној за религију и побожност. Заправо, у овој драми Молијер није приказао само један тип лицемера, већ је понудио огледало лицемерја, као политичког и идеолошког обрасца сталешке апсолутистичке монархије. Стога Тартиф није само тип јунака лицемера, већ се њему огледа читаво једно доба са својим настраностима. Тартиф је заправо врло сложен књижевни лик, јер је, с једне стране, његов карактер деформисан лицемерјем, али са друге он и сам, у једном, тренутку, говори у име својих посматрача.
И ако је била забрањена, комедија се и даље изводила по кућама. У исто време била је и осуђивана. Париски надбискуп забранио је дело са претњом да ће избацити из цркве сваког ко га буде читао, штампао или приказивао, било јавно или приватно.
Начин на који је аутор комедије успео да обради различите карактере, оставио је многе недоумице, јер је остала нерешена дилема око тога да ли се у Тартифовом карактеру крио тадашњи париски надбискуп или неки члан тајне верске полиције. До укидања забране Молијер је чак у три наврата писао молбе краљу, оправдавајући своје дело и разлоге писања. Помињао је да је водио рачуна о осетљивости предмета којим се бавио и да је сву своју уметничку вештину употребио, како би се увидео контраст између личности лицемера и личности праведног и побожног човека, те да његов циљ није био да вређа религију, већ све оне који религију виде као начин да се другима окористе. У његовим молбама налази се занимљив запис o томе како човек лако подноси приговоре, али не подсмевање, те да на већину људи ништа не делује јаче, него приказивање сопствених грешака. Покушавајући да оправда своје дело, он је наводио примере из историје, помињући најзнаменитије филозофе, који су хвалили комедију, античку Грчку, Аристотела као оснивача комедије, као и стари Рим, где се ова уметност посебно поштовала.
У краљевом одсуству, 1667. године Молијер је прерадио Тартифа и покушао да га постави на сцену под новим насловом, „Варалица“. Међутим, комад је поново забрањен, пошто је моћ религиозних групација које се противе позоришту и даље била велика. У покушају да интервенишу против забране, два глумца су одлазила код краља у Фландрију, док се овај налазио у ратном штабу, али њихов труд није уродио плодом.
Тек после вишегодишње борбе, 1669. Молијер је добио званичну дозволу од краља за јавно приказивање комедије, после чега је комедија постигла велики успех.

## Тартиф на београдској сцени
На београдској позорници „Тартиф“ је први пут изведен 1873. године, у режији Алексе Бачванског. Улогу Тартифа је играо Тоша Јовановић, а прозни превод је урадио Јован Ђорђевић. До 1891. „Тратиф“ је изведен укупно седам пута. После Првог светског рата, у тек обновљеном позоришту у Београду, „Тартиф“ је 1920. године био једна од првих озбиљнијих премијера. Рађена је у режији Михаила Исаиловића, који је тада играо и главну улогу, док је Оргона играо Пера Добриновић, а Дору Жанка Стокић. И тада је коришћен превод Јована Ђорђевића.

## Тартиф у Српском народном позоришту
Прво извођење у Српском народном позоришту у Новом Саду било је 29. VI 1946. Комедију је превео Андреја Милићевић, а режирао Јуриј Љвович Ракитин. Костиме и сценографију је радио Миленко Шербан. Глумачка постава је била: Ружа Кранчевић, Софија-Цока Перић-Нешић, Олга Адам (Госпођа Пернел), Милан Ајваз (Оргон), Љубица Раваси, Ирена Јовановић (Елмира), Милутин Јаснић, Синиша Раваси, Душан Антонијевић (Дамис), Нада Хет (Маријана), П. Стојановић (Валер), Љубиша Иличић, Станоје Душановић (Клеант), Велибор-Виктор Старчић, Стојан Јовановић (Тартиф), Вера Петрић, Мирјана Коџић (Дорина), Жарко Митровић (Господин Лоајал), Јован Силајџић (Чиновник), Д. Лазаревић, Наташа Медовић (Флипота), xxx (Лоран). – Изведено 34 пута, глед. 14.169.

У режији Душана Петровића, ова представа је поново имала премијеру 05. II 2008.
- "Тартиф", Драма СНП, 2007/08; једна од најпознатијих Молијерових комедија; у режији Душана Петровића. Фотографије су део фото збирке Српског народног позоришта.
- "Тартиф", Драма СНП-а, 2007/08; Јована Мишковић, Душан Јакишић
- "Тартиф", Драма СНП, 2007/08; Ненад Пећинар
- "Тартиф", Драма СНП, 2007/08; Страхиња Бојовић, Јована Стипић